# Saelices del Payuelo
Saelices del Payuelo es una localidad española perteneciente al municipio de Valdepolo, en la zona oriental de la provincia de León, comunidad autónoma de Castilla y León.

## Geografía
El Payuelo es una altiplanicie semiendorreica, muy extensa. Sus rasgos más destacados son su perfecta horizontalidad de los distintos niveles que la forman, así como su deficiente drenaje, lo que ha dado lugar a la formación de varias lagunas.
En los alrededores del pueblo se pueden observar varios robledales (algunos de carácter centenario) sobreviven entre las tierras de cultivo de la zona.

## Demografía
Cuenta con 210 habitantes (INE 2021), y la tendencia general es descendente.

## Economía
La economía está basada en la explotación ganadera de ovino (producción de queso y carne), bovino, cunicultura y apicultura, y en la agricultura, tanto de regadío (gracias al canal alto de los Payuelos) como de secano.

## Patrimonio
- Iglesia de Santa María
- Parque
- Sector de La Poza
- El Frontón
- Las Canchas
- El Pajarón
- Sector de La Báscula
- El Huerto Mingos

Fuera del núcleo:
- Caseto de los Cazadores
- Corral de Lombanico
- Corral del Tío Gregorio
- Corrales de La Viñuela
- Corral del Pilón
- Corrales de Valdeoreja

Las lagunas más destacables del área de Saelices del Payuelo son:
- Laguna Zapuercos
- Lagunas de los Valles de Valdevilla y Valdesuso
- Laguna de Fuente Seca
- Laguna Diel
- Laguna Rámila
- Laguna de Carros
- Laguna Gudiosa
- Laguna del Pical
- Laguna de la Dueña
- Laguna de la Hojasquera

Algunas de las fuentes del término de Saelices del Payuelo son:
- Fuente del Pueblo
- Fuente de Fuentascas
- Fuente de los Alberques
- Fuente de la Poza
- Fuente de la Poza de Arriba
- Fuente del Parque
- Fuente del Pradillo
- Fuente de la Plaza del Trinquete
- Fuente del Frontón
- Fuente del Corcho
- Fuente Seca
- Fuente del Charco Bajero
- Fuente del Charco Cimero
- Fuente del Pilón

Algunos caminos:
- Camino del Cristo
- Camino de la Pedrera
- Camino Zapuercos
- Camino Mansilla
- Camino de Rámila
- Camino de Lombanico
- La Senda del Medio
- Camino de la Viñuela